# 石塚良博
石塚 良博（いしづか よしひろ、1973年8月11日 - ）は、日本の俳優。東京都出身。身長178cm。体重65kg。血液型はB型。メロウリップス、夢工房所属（業務提携）。かつては山一證券に勤務していた。

## 出演

### テレビドラマ
- 相棒
  - 相棒 Season 4 -
  - 相棒 Season 7- 記者
  - 相棒 Season 8 - 捜査員
  - 相棒 Season 12 - 新京大学職員
  - 相棒 Season15 - 刑事
- 怨み屋本舗スペシャル
- 運命の人（2012年）
- 仮面ライダーキバ
- 傷だらけの女（1999年）
- 刑事シュート しゅうと&ムコの事件日誌2（2010年3月15日）
- 警部補・杉山真太郎〜吉祥寺署事件ファイル 第4話（2015年2月2日） - 岸
- 恋のから騒ぎドラマスペシャル〜Love StoriesV〜（2008年10月10日）
- CONTROL〜犯罪心理捜査〜（2011年）
- サラリーマン金太郎
- 太陽の季節（2002年）
- CHANGE（2008年）
- トップセールス（2008年）
- パーフェクト・リポート（2010年）
- 花咲舞が黙ってない - 木村
- プラチナタウン（2012年）
- ブラッディ・マンデイ Season2（2008年）
- MONSTERS（2012年）
- 仮面ライダービルド

### 映画
- いつかの君へ（2007年）
- 伝染歌（2007年）
- HERO（2007年） - 報道陣 役
- ICHI（2008年）
- 相棒シリーズ 鑑識・米沢守の事件簿（2009年）
- SPACE BATTLESHIP ヤマト（2010年）
- 酔いがさめたら、うちに帰ろう。（2010年）
- 凶悪（2013年）
- 天気待ち
- 水鏡

### Vシネマ
- 新・日本の首領
- 闇の帝王
- 極潰し（2014年） - 平塚北署 刑事

### 再現ドラマ
- 心ゆさぶれ!先輩ROCK YOU
- たったひとりの反乱
- 未来創造堂
- わたしが子どもだったころ

### 舞台
- あの日雨が降っていた
- アポロ・ボーイズ
- クーロンの法則
- 泥棒役者（2006年）
- 熱風ジェネレーション
- ムーンライトスノー
- ロマンチック

### MV
- Mrs. GREEN APPLE「ケセラセラ」（2023年4月25日）

### CM
- トヨタ自動車
- メントス

### VP
- 損害損保ジャパン